# Orsolina Montevecchi

Orsolina Montevecchi

Orsolina Montevecchi (Gambettola, 18 marzo 1911 – Milano, 1º febbraio 2009) è stata una papirologa italiana, professore emerito dell'Università Cattolica del Sacro Cuore.

## Biografia
Nata in Romagna, prima di cinque figli (due fratelli e due sorelle), e trasferitasi a Milano già da bambina, compì i suoi studi nel capoluogo lombardo: diplomata al Liceo Parini, nel 1931 s'iscrisse alla Facoltà di Lettere e Filosofia dell'Università Cattolica, laureandosi nel 1935 con una tesi di Ricerche di sociologia nei documenti dell'Egitto greco-romano (relatore Aristide Calderini). Della commissione fece parte anche una giovanissima Sofia Vanni Rovighi.
Dal 1943/44 e per circa trent'anni ebbe l'incarico di Storia romana presso la Facoltà di Magistero a Castelnuovo Fogliani (PC), all'epoca sede distaccata della Cattolica, tenendo per alcuni anni accademici anche il corso di Letteratura greca. Libero docente dal 1950, due anni dopo vinse il concorso a cattedra e nel 1953 subentrò al suo Maestro Calderini in Cattolica. Dall'anno 1955/56 al 1985/86 fu titolare di cattedra e dal 1958/59 al 1980/81 insegnò anche, per incarico, Antichità greche e romane. Dal 1968, anno della morte di Calderini, al 2002 fu direttrice di Aegyptus, la rivista dell'Istituto di Papirologia dell'Università Cattolica, sede alla quale affidò la maggior parte delle proprie pubblicazioni scientifiche. In pensione dal 1986, nel 1990 fu nominata Professore Emerito.
Fu membro dell'Association Internationale des Papyrologues (presidente dal 1983 al 1989, in seguito presidente onorario) e dell'Istituto Lombardo Accademia di Scienze e Lettere; nel 1986 fu tra i fondatori dell'Istituto Italiano per la Civiltà Egizia, e il 7 dicembre 1993 il Comune di Milano la onorò con la Medaglia d'Argento di Civica Benemerenza.
Tormentata da una serie di acciacchi fisici dovuti all'età, la sua ultima uscita pubblica data al 15 marzo 2006, per una riunione dell'Istituto Italiano per la Civiltà Egizia tenutasi all'Università degli Studi; morì a Milano il 1º febbraio 2009, a novantasette anni, dopo un breve ricovero in casa di riposo. Le esequie furono celebrate nella cappella dell'Università Cattolica.

## Attività di ricerca
Per oltre settant'anni Orsolina Montevecchi si dedicò agli studi di papirologia: la sua prima pubblicazione scientifica risale al 1932, quando aveva ventun anni ed era ancora al primo anno di Università, e l'ultima al 2003, quando di anni ne aveva novantadue. Ma finché le forze glielo consentirono si dedicò agli studi, tenendosi aggiornata fino all'ultimo anno di vita.
Costante fu l'interesse per gli aspetti sociali che si possono desumere dallo studio dei papiri documentari antichi, dando seguito al lavoro di laurea; tale interesse fu poi esemplato in una lunga serie di pubblicazioni. Negli anni '60 cominciò anche ad incrementare la raccolta di papiri dell'Università Cattolica, pubblicandone poi, anche con l'aiuto di allievi, i pezzi più significativi. Tra i suoi campi di ricerca vi furono anche i papiri di argomento cristiano.
Partecipò assiduamente a conferenze e congressi di Papirologia: a partire dal Congresso Internazionale tenutosi a Oxford nel 1937 fino a quello di Firenze del 1998, non presenziò solo a quello di Ann Arbor del 1968.
Del 1988 è la seconda e definitiva edizione del suo manuale di papirologia. Nel 2002 diede alle stampe un ponderoso volume, di quasi 850 pagine, che ricostruiva la biografia di Maria Sticco (1891-1981), per molti anni docente universitaria di letteratura italiana, appartenente alla prima generazione di docenti della Cattolica e già collega e amica della Montevecchi a Castelnuovo.

## Opere principali

### Monografie
- Orsolina Montevecchi, La papirologia, ristampa riveduta e corretta con addenda, Milano, Vita & Pensiero, 1988  [1973], ISBN 88-343-6910-6.
- Orsolina Montevecchi, Sete d'infinito. Quasi un'autobiografia di Maria Sticco ricavata dai suoi diari, Milano, Edizione Biblioteca Francescana, 2002, ISBN 88-79-62104-1.

### Saggi, articoli, edizioni di papiri

#### Papiri dell'Università Cattolica
- Orsolina Montevecchi, Dai papiri inediti della raccolta Milanese: 5. Denuncia di morte, in Aegyptus, vol. 20, n. 1/2, 1940,  pp. 39-42.
- Orsolina Montevecchi, Edo Bonifacio e Adriana Cella, Dai papiri inediti della raccolta Milanese: 6. Denuncia di proprietà; 7. Affitto di una casa; 8. Lettera riguardante una fornitura di grano; 9. Contratto; 10. Lettera, in Aegyptus, vol. 21, n. 3/4, 1941,  pp. 283-300.[17]
- Rita Calderini, Teresa Cerullo, Orsolina Montevecchi, Sergio Francioni e Oronzo Parlangeli, Dai papiri inediti della raccolta Milanese: 11. Lettera; 12. Ricevuta di laografia; 13. Conto; 14. Frammento di petizione; 15. Contratto di servizio; 16. Lettera; 17. Lettera; 18. Conto; 19. Conto, in Aegyptus, vol. 22, n. 1/2, 1942,  pp. 55-73.[18]
- Orsolina Montevecchi e Luigi Alfonsi, Dai papiri inediti della raccolta Milanese: 20. Frammento storico o mitografico; 21. Demosthenes, De corona §§238-242, in Aegyptus, vol. 23, n. 1/2, 1943,  pp. 90-105.[19]
- Orsolina Montevecchi, Dai papiri inediti della raccolta Milanese: 22. Scheda di censimento; 23. Contratto per scritturazione di una compagnia di artisti, in Aegyptus, vol. 32, n. 1, 1952,  pp. 33-44.
- Giovanni Geraci, Gerardo Casanova, Sergio Daris, Anna Di Bitonto, Orsolina Montevecchi, Carla Balconi, Giuseppe Tibiletti, Carlo Mazzucchi, Anna Passoni Dell'Acqua, Giuseppe Zecchini e Claudia Paneroni, Papiri documentari dell'Università Cattolica di Milano, in Aegyptus, vol. 54, n. 1/4, 1974,  pp. 3-140.[20]
- Orsolina Montevecchi, Sergio Daris, Gerardo Casanova, Giuseppe Tibiletti, Maria Luisa Nardelli, Aurora Leone, Loisa Casarico, Anna Passoni Dell'Acqua, Carla Balconi ed Emanuela Battaglia, Papiri documentari dell'Università Cattolica di Milano, in Aegyptus, vol. 63, n. 1/2, 1983,  pp. 3-102.[21]
- Sergio Daris, Carla Balconi, Gerardo Casanova, Lucia Criscuolo, Anna Di Bitonto Kasser, Orsolina Montevecchi e Carla Salvaterra, Papiri documentari dell'Università Cattolica di Milano, in Aegyptus, vol. 66, n. 1/2, 1986,  pp. 3-70.[22]

#### Papirologia e Cristianesimo
- Orsolina Montevecchi, Progetto per una serie di ricerche di Papirologia cristiana, in Aegyptus, vol. 36, n. 1, 1956,  pp. 3-13.
- Orsolina Montevecchi, Dal Paganesimo al Cristianesimo: aspetti dell'evoluzione della lingua greca nei papiri dell'Egitto, in Aegyptus, vol. 37, n. 1, 1956,  pp. 41-59.
- Orsolina Montevecchi, Quaedam de graecitate Psalmorum cum papyris comparata, in L. Amundsen e V. Skånland (a cura di), Proceedings of the IX International Congress of Papyrology: Oslo, 19th–22nd August, 1958, Hertford, 1961,  pp. 293-310.
- Orsolina Montevecchi, Il simbolo costantinopolitano in una tavola lignea della collezione dell'Università Cattolica di Milano, in Aegyptus, vol. 55, n. 1/4, 1975,  pp. 58-69.
- Orsolina Montevecchi, Bibbia e papiri. Luce dai papiri sulla Bibbia greca, Barcelona, Institut de Teologia Fonamental, 1999, ISBN 9788487843044.

#### Ricerche di sociologia nei documenti dell'Egitto greco-romano
- Orsolina Montevecchi, Ricerche di sociologia nei documenti dell'Egitto greco-romano: I. – I testamenti, in Aegyptus, vol. 15, n. 1/2, 1935,  pp. 67-121.
- Orsolina Montevecchi, Ricerche di sociologia nei documenti dell'Egitto greco-romano: II. – I contratti di matrimonio e gli atti di divorzio, in Aegyptus, vol. 16, n. 1/2, 1936,  pp. 3-83.
- Orsolina Montevecchi, Ricerche di sociologia nei documenti dell'Egitto greco-romano: III. – I contratti di compra-vendita. a) Compra-vendita di schiavi e animali, in Aegyptus, vol. 19, n. 1/2, 1939,  pp. 11-53.
- Orsolina Montevecchi, Ricerche di sociologia nei documenti dell'Egitto greco-romano: III. – I contratti di compra-vendita. b) Compra-vendita di edifici, in Aegyptus, vol. 21, n. 1/2, 1941,  pp. 93-151.
- Orsolina Montevecchi, Ricerche di sociologia nei documenti dell'Egitto greco-romano: III. – I contratti di compra-vendita. c) Compra-vendita di terreni, in Aegyptus, vol. 23, n. 1/2, 1943,  pp. 11-89.
- Orsolina Montevecchi, Ricerche di sociologia nei documenti dell'Egitto greco-romano: III. – I contratti di compra-vendita. d) Compra-vendita di oggetti varî, in Aegyptus, vol. 23, n. 3/4, 1943,  pp. 244-61.
- Orsolina Montevecchi, Ricerche di sociologia nei documenti dell'Egitto greco-romano: IV. – Vendite a termine, in Aegyptus, vol. 24, n. 1/2, 1944,  pp. 131-58.
- Orsolina Montevecchi, Ricerche di sociologia nei documenti dell'Egitto greco-romano: V. – Le denunce di morte, in Aegyptus, vol. 26, n. 1/2, 1946,  pp. 111-29.
- Orsolina Montevecchi, Ricerche di sociologia nei documenti dell'Egitto greco-romano: VI. – Denunce di nascita di greco-egizi, in Aegyptus, vol. 27, n. 1/2, 1947,  pp. 3-24.
- Orsolina Montevecchi, Ricerche di sociologia nei documenti dell'Egitto greco-romano: VII. – Certificati di nascita di cittadini romani, in Aegyptus, vol. 28, n. 1/2, 1948,  pp. 129-67.

#### Varia
- Orsolina Montevecchi, ΓΡΑΦΑῚ ἹΕΡΈΩΝ, in Aegyptus, vol. 12, n. 4, 1932,  pp. 317-28.
- Orsolina Montevecchi, La Papirologia. Bilancio di un cinquantennio e prospettive per l'avvenire, in Aevum, vol. 61, n. 1, 1986,  pp. 3-19.
- Orsolina Montevecchi, L'altro in età tolemaica e romana, in Aegyptus, vol. 82, 2002,  pp. 113-7.